# Карабик (вилајет)
Вилајет Карабик (тур. Karabük ili) је вилајет у северној централној Турској са укупном популацијом од 227,610 становника (подаци из 2010).
Престоница вилајета је град Карабик, који се налази око 200 km северно од Анкаре и око 100 km јужно од црноморске обале. Основан 1995, састоји се из округа Карабик, Ефлани, Сафранболу и Јениџе који су били део вилајета Зонгулдак; и округа Ескипазар и Оваџик који су пре били део вилајета Чанкири.
Карабик се налази на путу између вилајета Бартин и Анкаре. Тај пут је у античким временима био важна рута између Амасре на обали и централне Анатолије. Пруга Анкара-Зонгулдак пролази кроз Карабик.
Сафранболу, град од историјске важности, који се налази на Унесковом списку светске баштине налази се у вилајету Карабик.

## Окрузи
Вилајет Карабик је подељен на 6 округа (престоница је подебљана):
- Ефлани
- Ескипазар
- Карабик
- Оваџик
- Сафранболу
- Јениџе

## Галерија
- Традиционалне куће у Сафранболуу
- Историјске ципеларске трговине у Сафранболуу
- Језеро Бостанџи у Ефланију
- Село у Ефланију